# Henning Verlage

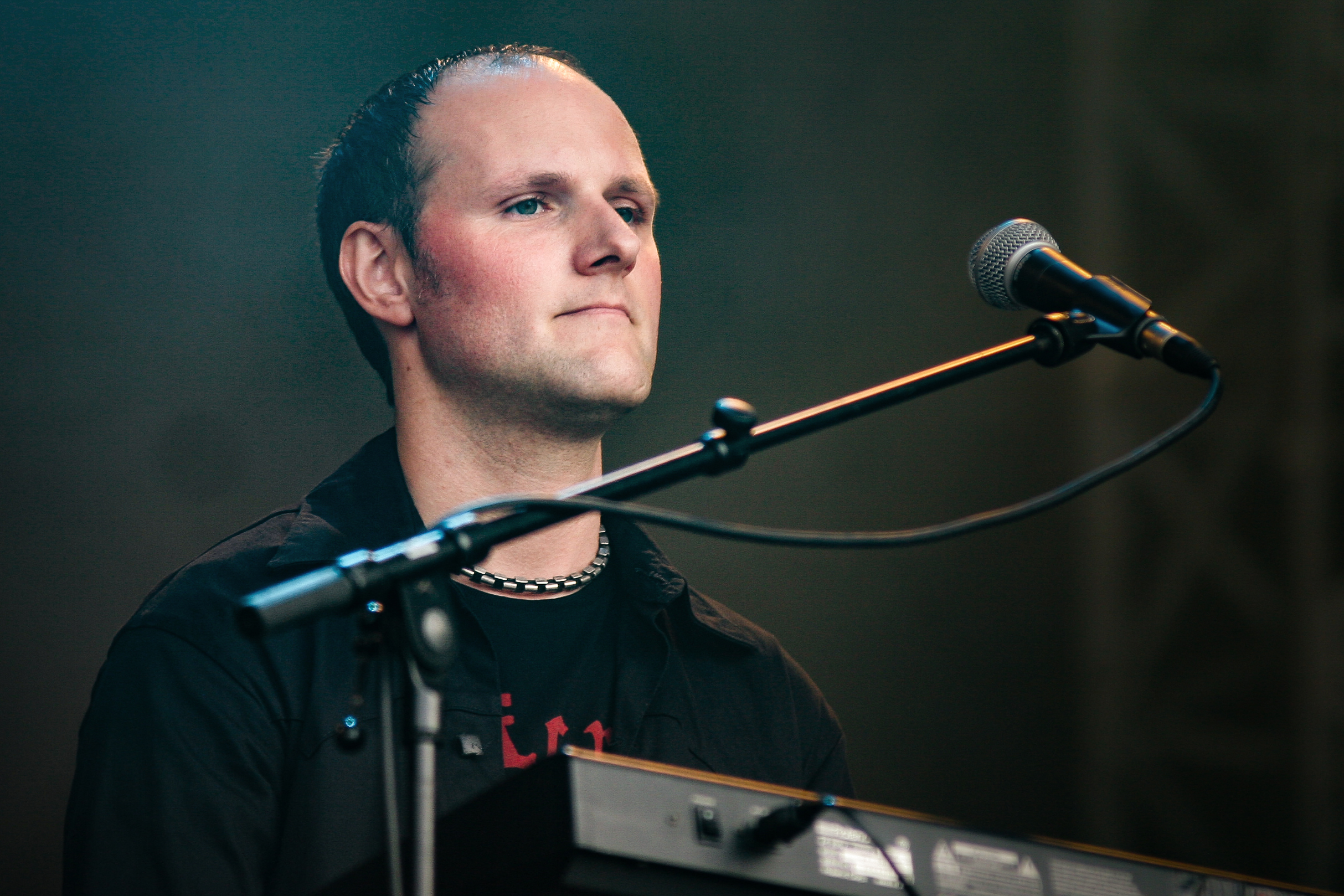
Henning Verlage auf dem Amphi Festival 2009

Henning Verlage (* 16. Mai 1978 in Greven, Münsterland) ist ein deutscher Musikproduzent und Keyboarder.

## Leben
Bereits in jungen Jahren erhielt er Orgelunterricht und spielte E- und Kirchenorgel. Als Teenager experimentierte Verlage mit Keyboards und einem Atari-Computer und beschloss, das Hobby zum Beruf zu machen. Von 1995 bis ca. 2000 war er Keyboarder der Amateur-Band Sinistra, mit der er sehr viele Live-Auftritte spielte und mehrere lokale Nachwuchswettbewerbe gewann.
Nach dem Abitur in Greven am Gymnasium Augustinianum, studierte Verlage von 1998 bis 2002 am ArtEZ Konservatorium in Enschede „Music Production & Keyboards“ (heute „MediaMusic“) bis zum Diplom. Mit einem Stipendium der Messiaen Academie absolvierte er anschließend ein zweijähriges weiterführendes Studium mit dem Schwerpunkt Musikproduktion. Während eines Praktikums in New York City konnte er zusätzliche Erfahrungen sammeln. 2004 schloss er das Studium mit dem Master Degree ab. Seitdem arbeitet er freiberuflich als Produzent, Arrangeur, Keyboarder (live und im Studio), Remixer, Songwriter, Programmer und Musical Director.
Ab 2001 unterstützte Henning Verlage das Projekt Neuroticfish als Live-Keyboarder, machte einige Remixe und wurde 2005 festes Mitglied. 2008 löste sich die Band jedoch auf. Außerdem wurde er Live-Keyboarder und Produzent der Gruppen Unheilig und Down Below, die nach wie vor aktiv sind. Weitere Bands und Künstler, für die Verlage tätig war, sind Letzte Instanz, Xandria, Peter Heppner, Wolfsheim, Rosenstolz, Ch!pz, Frei.Wild, Eisbrecher oder Bernhard Brink.
Homerecording-Enthusiasten wurde Henning Verlage bekannt durch seine regelmäßigen Workshop-Beiträge und Online-Videos für die Fachzeitschriften Sound & Recording und Keyboards („De/constructed“, „Hands On“), sowie für das inzwischen eingestellte Print-Magazin der Schülerband-Initiative Schooljam.
Seit 2008 ist er an der Musikhochschule Münster Dozent für Popularmusik/KMP („Keyboards & Music Production“). Die WWU gab am 20. Februar 2021 bekannt, dass Verlage kurz zuvor eine Honorarprofessur verliehen worden ist.